# فاکوندو کابرال
فاکوندو کابرال (Facundo Cabral) ‏(۲۲ مه ۱۹۳۷ – ۹ ژوئیه ۲۰۱۱) خواننده فولکلور و ترانه‌نویس اهل آرژانتین بود.
او به خاطر ترانه «من نه از اینجایم نه از آنجا» ("No soy de aquí ni soy de allá") که در یک کنسرت به‌طور بداهه سروده‌بود شهرت یافت. او هم‌چنین در دهه ۱۹۷۰ به عنوان یک خواننده ناراضی و مخالف به شهرت رسید. سازمان آموزشی، علمی و فرهنگی ملل متحد، یونسکو، در سال ۱۹۹۶ فاکوندو کابرال را "سفیر جهانی صلح" خود نامیده بود.
همسر و دختر خردسال او در سال ۱۹۷۸ در سقوط هواپیما کشته شدند و خود او نیز در ۷۴ سالگی در حالی که برای اجرای کنسرت به گواتمالا سفر کرده بود و از هتل محل اقامت خود در گواتمالاسیتی راهی فرودگاه بود مورد اصابت گلوله قرار گرفته و کشته شد.
روسای جمهوری کلمبیا، اکوادور و ونزوئلا در پیام‌هایی کشته شدن کابرال را تسلیت گفتند و گواتمالا سه روز عزای عمومی اعلام کرد و ریگوبرتا منچو، برنده گواتمالایی جایزه صلح نوبل به محل حادثه رفت تا برای فاکوندو کابرال عزاداری کند.
فاکوندو کابرال در سال ۲۰۰۸ در مصاحبه با خبرگزاری آسوشیتدپرس گفت: «من عاشق زندگی هستم برای این هزینه لذت بردن از آن برای من بسیار زیاد بوده‌است. زندگی از گهواره تا گور یک مدرسه است، اگر به مشکلاتمان به عنوان درس نگاه کنیم، آنگاه دید تازه‌ای به زندگی پیدا می‌کنیم.»
هدف ضاربین از حمله به آقای کابرال مشخص نشده‌است.